# Championnat de France masculin de volley-ball 1971-1972
Navigation
Saison précédente Saison suivante
Le Championnat de France de volley-ball Nationale 1 1971-1972 a opposé les huit meilleures équipes françaises de volley-ball.

## Listes des équipes en compétition
| \| Paris UC Lyon Montpellier Clamart RC France Saint-Maur-des-Fossés Sète Joinville-le-Pont \| Localisation des clubs engagés dans le championnat. |
| Paris UC Lyon Montpellier Clamart RC France Saint-Maur-des-Fossés Sète Joinville-le-Pont                                                           |

| CSM Clamart                 |
| CO Joinville                |
| ASUL Lyon Volley-Ball       |
| Montpellier Université Club |
| Paris UC                    |
| Racing club de France       |
| VGA Saint-Maur              |
| Arago de Sète               |

## Formule de la compétition
- Type championnat : huit équipes en compétition avec quatorze matches aller et retour sans play-offs

## Saison régulière

### Classement
| # | Équipe                    | Pts | J  | G  | P  | SP | SC |
| 1 | Montpellier               | 26  | 14 | 12 | 2  | 36 | 16 |
| 2 | Saint-Maur-des-Fossés (P) | 25  | 14 | 11 | 3  | 37 | 18 |
| 3 | RC de France (T)          | 23  | 14 | 9  | 5  | 32 | 22 |
| 4 | Paris UC                  | 23  | 14 | 9  | 5  | 30 | 24 |
| 5 | Sète                      | 20  | 14 | 6  | 8  | 29 | 29 |
| 6 | Joinville-le-Pont         | 18  | 14 | 4  | 10 | 24 | 32 |
| 7 | Lyon                      | 18  | 14 | 4  | 10 | 19 | 35 |
| 8 | Clamart                   | 15  | 14 | 1  | 13 | 10 | 41 |

## Bilan de la saison
| Tableau d'Honneur |                |
| Compétition       | Vainqueur      |
| Nationale 1       | Montpellier UC |

| Qualifications européennes 1972-1973 |                |
| Compétition                          | Qualifiés      |
| Coupe d'Europe des Clubs Champions   | Montpellier UC |
| Coupe des vainqueurs de Coupes       | VGA Saint-Maur |

| Promotions et relégations |                                                           |
| Relégués en Nationale 2   | ASU Lyon CSM Clamart                                      |
| Promus de Nationale 2     | Stade Français ASPTT Montpellier AS Grenoble US Dunkerque |